# Informe Grin
L'Informe Grin, originàriament nomenat «L'enseignement des langues comme politique publique» va ser un informe presentat a l'octubre de 2005 pel professor d'origen suís, catedràtic de la Universitat de Ginebra i especialista en Economia lingüística, François Grin.
La recerca que va donar origen a aquest informe s'inicia cercant la resposta a aquesta pregunta  Quina seria l'elecció òptima de llengües de treball a la Unió Europea?, en aquest informe es conclou, entre altres coses, que l'actual predomini de l'anglès, a la comunitat europea i en el món, dona subsidis a Gran Bretanya entre 17,000 i 18,000 milions d'euros anuals, quantitat equivalent a l'1% del seu PNB i a 290 € per anglès; més que tres vegades del Xec britànic. No es tracta del total dels pagaments econòmics a Gran Bretanya per causes lingüístiques, sinó del 75% d'aquests mateixos, que l'autor considera fruit de l'hegemonia de l'anglès, i no del simple pes demogràfic de la llengua en si mateixa.
Aquests ingressos són producte de la venda de literatura i tecnologia relacionada amb l'anglès que Gran Bretanya no necessita traduir, d'aproximadament un milió d'estudiants que viatgen a Anglaterra anualment per aprendre anglès i producte també de l'estalvi que suposa el descuit d'aprendre llengües estrangeres a les escoles britàniques. El mencionat estudi va ser amb subsidi i posteriorment publicat per l'Alt Consell d'Avaluació del Sistema Educatiu, o en francès, Haut Conseil de l'évaluation de l'école, entitat autònoma que avalua l'ensenyament dintre de França que va canviar de nom el 2005 per nomenar-se Haut Conseil de l'éducation.
El informe també analitza tres escenaris possibles per a l'Europa actual: 
1. l'anglès com a llengua única
2. el multilingüisme i com a llengües franques l'anglès, l'alemany i el francès, en ser les llengües que aporten més parlants dintre de la Unió Europea
3. l'elecció de l'esperanto com a llengua de treball interna als òrgans de la Unió Europea.

La darrera possibilitat es mostra com la més barata i igualitària. Segons aquest informe, la mencionada política podria conduir a un estalvi net anual de més de 25 miliards d'euros per a la unió europea cada any (més de 54 € per ciutadà de la UE). Això té un interès directe i evident per al 85% de la població de l'Europa dels 25. Aquesta opció es considera com llunyana pels forts prejudicis en contra de l'esperanto i la desinformació sobre això. Aconsella, de la mateixa manera, que de ser aprovada la mencionada iniciativa es llanci una campanya publicitària que involucri els governs de tots els estats membres, que posi de manifest les desigualtats lingüístiques i exhorti l'ús de l'esperanto.
Des de febrer del 2013 existeix una petició per seguir les recomanacions de l'informe Grin.
Es podria pensar, que només cal reemplaçar l'anglès per l'esperanto, substituint el «tot a l'anglès» per un «tot a l'esperanto». Malgrat aquesta semblança superficial, les diferències entre aquests dos entorns lingüístics són considerables: 
- Amb l'ús d'esperanto, totes les transferències injustes a causa del «tot a l'anglès» desapareixen. Això també s'aplica a l'«efecte de legitimació» o a l'«efecte retòric» (que no són quantificats en l'estudi). La importància simbòlica d'aquest resultat continua sent més important.
- Aprendre esperanto és considerablement més ràpid que l'aprenentatge de qualsevol llengua natural. Això és cert, encara que depenent en certa manera de quina sigui la llengua materna de l'estudiant. L'avantatge potser més evident seria per als parlants natius d'una llengua romànica, però existeix també per als parlants de llengües no indoeuropees, encara que el vocabulari està compost bàsicament a partir de llengües indoeuropees.[2]
- Ja que l'esperanto «no és la llengua de ningú i, per tant, és la llengua de tot el món»,[3] la seva propagació és una amenaça molt més petita que la de l'anglès per a les llengües existents. A part que la llengua té com a objectiu ser un segon idioma, preservant així qualsevol llengua nativa, encara que hi hagi també casos de parlants natius.